# گروتا
گروتا (به لهستانی:  Gruta) یک روستا در لهستان است که در گمینا گروتا واقع شده‌است. گروتا ۱۲۳٫۸ کیلومتر مربع مساحت و ۱٬۶۰۰ نفر جمعیت دارد.